# Italien i olympiska vinterspelen 1960
Italien deltog i olympiska vinterspelen 1960. Italiens trupp bestod av 28 idrottare, 21 var män och 7 var kvinnor.

## Medaljer

### Brons
- Alpin skidåkning
  - Damernas storslalom: Giuliana Chenal-Minuzzo

## Resultat

### Alpin skidåkning
- Störtlopp herrar
  - Bruno Alberti - 6
  - Paride Milianti - 12
  - Italo Pedroncelli - 24
  - Felice De Nicolo - 25
- Storslalom herrar
  - Bruno Alberti - 5
  - Paride Milianti - 8
  - Carlo Senoner - 17
  - Italo Pedroncelli - 19
- Slalom herrar
  - Paride Milianti - 8
  - Italo Pedroncelli - 11
  - Carlo Senoner - 13
  - Bruno Alberti - 20
- Störtlopp damer
  - Pia Riva - 4
  - Jerta Schir - 5
  - Carla Marchelli - 9
  - Jolanda Schir - 14
- Storslaom damer
  - Giuliana Chenal-Minuzzo - 3
  - Carla Marchelli - 5
  - Jerta Schir - 15
  - Pia Riva - 17
- Slalom damer
  - Giuliana Chenal-Minuzzo - 10
  - Carla Marchelli - 15
  - Jerta Schir - 20
  - Jolanda Schir - 35

### Backhoppning
- Normal backe herrar
  - Dino De Zordo - 24
  - Nilo Zandanel - 36
  - Enzo Perin - 37
  - Luigi Pennacchio - 39

### Hastighetsåkning på skridskor
- 500 m herrar
  - Mario Gios - 32
  - Antonio Nitto - 36
  - Renato De Riva - 39

- 1 500 m herrar
  - Mario Gios - 20
  - Antonio Nitto - 25
  - Renato De Riva - 27

- 5 000 m herrar
  - Mario Gios - 16
  - Renato De Riva - 26
  - Antonio Nitto - 31

- 10 000 m herrar
  - Renato De Riva - 14
  - Mario Gios - 18

### Konståkning
- Singel damer
  - Anna Galmarini - 8
  - Carla Tichatscheck - 16

### Längdskidåkning
- 15 km herrar
  - Marcello De Dorigo - 9
  - Giulio De Florian - 14
  - Pompeo Fattor - 19
  - Giuseppe Steiner - 20

- 30 km herrar
  - Giulio De Florian - 11
  - Pompeo Fattor - 14
  - Ottavio Compagnoni - 17
  - Giuseppe Steiner - DNF

- 50 km herrar
  - Federico De Florian - 16
  - Livio Stuffer - 18
  - Antonio Schenatti - 21
  - Alfredo Dibona - 25

- 4x10 km herrar
  - Giulio De Florian, Giuseppe Steiner, Pompeo Fattor och Marcello De Dorigo - 5

### Nordisk kombination
- Individuell herrar
  - Enzo Perin - 14